# Star Wars: Ewoks
Star Wars: Ewoks (conocida en España e Hispanoamérica como Los ewoks) es una serie animada canadiense/estadounidense producida por Nelvana en representación de Lucasfilm. Se emitió en Estados Unidos por la cadena ABC entre 1985 y 1986. Tuvo dos temporadas con un total de 35 episodios. En Estados Unidos la serie fue promocionada durante la primera temporada con el título de Ewoks, pero en la segunda temporada el título cambió a The All New Ewoks. 
La serie tiene como personajes principales a los ewoks, una raza alienígena ficticia que apareció también en las películas Star Wars: Episode VI - Return of the Jedi (1983), Caravan of Courage: An Ewok Adventure (1984) y Ewoks: The Battle for Endor (1985). En la serie animada, los ewoks hablan en inglés, excepto en algunas frases y canciones dichas en su idioma nativo el ewokés.

## Trama
La acción tiene lugar antes de los eventos sucedidos en las películas Star Wars: Episode IV - A New Hope, Caravan of Courage y The Battle for Endor. Wicket W. Warrick es un joven ewok que vive en la aldea del árbol brillante, una villa ewok localizada en la luna de Endor. Wicket sueña con convertirse en un guerrero. Wicket tiene una serie de aventuras junto a sus amigos: la princesa Kneessa, Teebo y Latara. Todos ellos ayudan a los adultos de su comunidad a defenderse de enemigos como los duloks, una especie alienígena rival de los ewoks, y la bruja Morag.

## Personajes

### Ewoks
Familia Warrick
- Wicket Wysteri Warrick: personaje principal de la serie. es el hermano menor de la familia Warrick. Es obstinado, decidido y toma la iniciativa en múltiples ocasiones. Wicket quiere ser un gran guerrero, lo cual lo mete frecuentemente en problemas. Su pelaje es café oscuro. En la primera temporada usa una capucha naranja, pero esta cambia a verde en la segunda temporada.

- Willy Warrick: es el hermano medio de la familia Warrick. Es torpe, glotón y pasado de peso pero es en extremo agradable.

- Weechee Warrick: es el hermano mayor y el más fuerte de la familia Warrick.

- Winda Warrick: es la hija menor de la familia Warrick.

- Deej Warrick: es esposo de Shodu y padre de Wicket, Weechee, Willy y Winda. Es un guerrero muy respetado dentro de los ewoks. Su pelaje es gris oscuro y usa una capucha morada.

- Shodu Warrick: es la esposa de Deej y madre de Wicket, Weechee, Willy y Winda.

- Erpham Warrick: es un bisabuelo fallecido de Wicket. Fue un gran guerrero y sigue siendo admirado por los jóvenes ewoks. Hizo una pequeña aparición en forma de fantasma cuando Wicket intenta reparar su viejo carro de batalla y le da las instrucciones necesarias. Su pelaje era dorado y usaba una capucha verde.

Familia Kintaka
- Kneesaa a Jari Kintaka: es una princesa ewok de la aldea del árbol brillante. Es hija menor de Chirpa y Ra-Lee. Es un poco más madura que sus amigos, pero al igual que ellos termina cayendo usualmente en los mismos problemas. Parece estar enamorada de Wicket, pero no hubo ninguna relación romántica durante la serie. Su pelaje es blanco con gris. Usa una capucha rosa con una gema azul que cuelga cerca de la frente.

- Chirpa: padre de Kneesaa y Asha. Es jefe de la aldea del árbol brillante. Da órdenes a los guerreros durante las batallas en contra de los Duloks.

- Ra-Lee: era la esposa de Chirpa y madre de Kneesaa y Asha. Fue asesinada por un hanadak, un monstruo de la luna de Endor.

- Asha: es la hermana mayor de Kneesaa. Había desapareció hace muchos años, después de la muerte de Ra-Lee. Finalmente logró reunirse con los ewoks.

- Paploo: es un sobrino de Chirpa e hijo de Bozzie. Es amigo cercano de Wicket y Teebo. A veces se une a las aventuras de los ewoks jóvenes. Es de mayor edad, pero normalmente actúa con menos madurez que los ewoks más jóvenes. Su pelaje es gris y la cara es de color blanco. Usa capucha naranja con una pluma.

- Bozzie: es hermana de Chirpa y madre de Paploo. Puede llegar a ser mandona y dominante con los jóvenes ewoks.

Familia de Teebo
- Teebo: es el hijo mayor de Warok y Batcheela. Es el mejor amigo de Wicket. Es aprendiz de Logray. Es un soñador y a veces un poco torpe. En ocasiones Teebo carece de disciplina, pero con el tiempo llega a cambiar con Logray y finalmente llega a ser un respetable joven ewok. Su pelaje es de color ocre y usa una holgada capucha de color marrón, con una pluma.

- Malani: es la hija menor de Warok y Batcheela. Es amiga cercana de Wiley, Nippet y Winda. Está enamorada de Wicket e intenta desesperadamente impresionarlo. Su pelaje es beige y usa una capucha azul con una flor.

Familia de Latara
- Latara: es la mejor amiga de Kneesaa y sueña con ser una gran flautista, aunque su principal ocupación parece ser el de cuidar de sus hermanas pequeñas. Está enamorada de Teebo aunque él muy pocas veces lo nota. En la segunda temporada es Teebo quien está enamorado de Latara. En la primera temporada, Latara tiene un pelaje gris oscuro y usa una capucha amarilla con una pluma. En la segunda temporada, su pelaje es café claro con beige y su capucha tiene una pluma azul.

- Nippet y Wiley: son las hermanas menores de Latara. De vez en cuando, Latara debe quedarse en casa para cuidarlas.

Otros ewoks
- Logray: es el chamán de la aldea del árbol brillante.

### Villanos
Duloks
- Gorneesh: es el rey de los duloks.
- Urgah: es esposa de Gorneesh y la única dulok hembra de la serie.
- Umwak: es mano derecha de Gorneesh y chamán de los duloks.

Imperio Galáctico
- Kazz: es un almirante del Imperio Galáctico que tiene como tarea ayudar a Raygar. Kazz desconoce las verdaderas intenciones de Raygar. Kazz piensa que el sunstar es un mito y que no vale la pena prestar atención a los ewoks.
- Raygar: es un científico del imperio que busca robar un artefacto llamado sunstar para derrocar al emperador. Después de que Kazz descubre su falsedad, es arrestado por traición.
- PD-28: es un androide imperial asistente de Raygar y Kazz. Con el tiempo se cansa de los tratos abusivos de Raygar y se vuelve amigo de los ewoks.

Otros villanos
- Morag: es una bruja perteneciente a los tulgah, una raza alienígena que tiene colonias en Endor. Ella tiene rencor hacia Logray.
- Raich: es un monstruo que fue encarcelado por unos guerreros ewoks que le habían colocado sobre su cabeza un sombrero mágico, hecho por Gonster, para convertirlo en un árbol. Es revivido cuando Wicket toma el sombrero, pero fue derrotado de nuevo.

### Otros personajes
- Jindas: son una raza alienígena que vive en Endor. Estaban condenados a tener una vida de nómadas debido a un hechizo de Rock Wizard. Los ewoks los liberaron de la maldición. Los jindas más notables son su líder Bondo y el mago Trebla.
- Baga: es un joven bordok y mascota personal de la princesa Kneesaa.
- Gonster: es un mago de dos cabezas a quien los ewoks acuden en busca de hechizos, pociones y trampas para derrotar monstruos. Sus dos cabezas pelean constantemente.
- Reina hoja: es una deidad o espíritu que asemeja a una planta y que le fue confiada el cuidado de todas las plantas de Endor. Aun si es amable, puede llegar a enfurecerse si lastiman a sus plantas.

## Voces y doblaje
Fuentes:
| Personaje            | Actor de voz original Estados Unidos                    | Actor de doblaje · España | Actor de doblaje · México                                       |
| -------------------- | ------------------------------------------------------- | ------------------------- | --------------------------------------------------------------- |
| Wicket W. Warrick    | Jim Henshaw (temporada 1) Denny Delk (temporada 2)      | Antonio García Moral      | Rocío Prado                                                     |
| Kneesaa              | Cree Summer (temporada 1) Jeanne Reynolds (temporada 2) | Luisita Soler             | Patricia Palestino (temporada 1) Patricia Acevedo (temporada 2) |
| Teebo                | Eric Peterson (temporada 1) James Cranna (temporada 2)  | ¿?                        | Gaby Willer (temporada 1) Araceli de León (temporada 2)         |
| Willy Warrick        | John Stocker                                            | Jordi Pons                | Pedro D'Aguillón Jr. Gisela Casillas                            |
| Latara               | Taborah Johnson (temporada 1) Sue Murphy (temporada 2)  | ¿?                        | Rocío Garcel                                                    |
| Shodu Warrick        | Nonnie Griffin (temporada 1) Esther Scott (temporada 2) | ¿?                        | Rocío Garcel                                                    |
| Asha                 | Tabitha St. Germain                                     | ¿?                        | Rocío Garcel                                                    |
| Deej Warrick         | Richard Donat                                           | ¿?                        | Narciso Busquets                                                |
| Malani               | Alyson Court                                            | Vicky Martínez            | Gisela Casillas Cristina Camargo                                |
| Weechee Warrick      | Greg Swanson                                            | Vicente Gil               | Luis Alfonso Mendoza                                            |
| Chun-Katrok          | ¿?                                                      | ¿?                        | Luis Alfonso Mendoza                                            |
| Paploo               | Paul Chato                                              | ¿?                        | Jorge Roig                                                      |
| Gorneesh             | Daniel Cody Ryan                                        | ¿?                        | Jorge Roig                                                      |
| Reignard             | ¿?                                                      | ¿?                        | Jorge Roig                                                      |
| Logray               | Doug Chamberlain                                        | Vicens Manuel Doménech    | Antonio Raxel Luis de León                                      |
| Chirpa               | George Buza Rick Cimino                                 | Luis Posada Mendoza       | Álvaro Tarcicio                                                 |
| Larry                | ¿?                                                      | ¿?                        | Álvaro Tarcicio                                                 |
| Sirviente            | ¿?                                                      | ¿?                        | Humberto Solórzano                                              |
| Capitán              | ¿?                                                      | ¿?                        | Humberto Solórzano                                              |
| Reina de las flores  | ¿?                                                      | ¿?                        | Mónica Manjarrez                                                |
| Pee Bee              | ¿?                                                      | ¿?                        | Mónica Manjarrez                                                |
| Zarak                | ¿?                                                      | ¿?                        | Emilio Guerrero                                                 |
| Espíritu de la noche | ¿?                                                      | ¿?                        | Jesús Barrero                                                   |
| Mago de la montaña   | ¿?                                                      | ¿?                        | Martín Soto                                                     |
| Dueño del tótem      | ¿?                                                      | ¿?                        | Martín Soto                                                     |
| Rey sol              | ¿?                                                      | ¿?                        | Martín Soto                                                     |
| Rey del invierno     | ¿?                                                      | ¿?                        | Eduardo Tejedo                                                  |
| Norki                | ¿?                                                      | ¿?                        | Yamil Atala                                                     |
| Ra-Lee               | ¿?                                                      | Marta Martorell           | ¿?                                                              |
| Umwak                | Don Francks                                             | Francisco Garriga         | ¿?                                                              |
| Morag                | Jackie Burroughs                                        | Enriqueta Linares         | ¿?                                                              |
| Bondo                | Don McManus                                             | Antonio Crespo            | Carlos Rotzinger                                                |
| Presentador          | ¿?                                                      | ¿?                        | Narciso Busquets                                                |

Estudio de doblaje en México: Servicio Internacional de Sonido, S.A. (SISSA)

## Episodios
Primera temporada (1985)
1. The Cries of the Trees
2. The Haunted Village
3. Rampage of the Phlogs
4. To Save Deej
5. The Traveling Jindas
6. The Tree of Light
7. The Curse of the Jindas
8. The Land of the Gupins
9. Sunstar vs. Shadowstone
10. Wicket's Wagon
11. The Three Lessons
12. Blue Harvest
13. Asha

Segunda temporada (1986)
14. The Crystal Cloak
15. The Wish Plant
16. Home Is Where the Shrieks Are
17. Princess Latara
18. The Raich
19. The Totem Master
20. A Gift for Shodu
21. Night of the Stranger
22. Gone with the Mimphs
23. The First Apprentice
24. Hard Sell
25. A Warrior and a Lurdo
26. The Season Scepter
27. Prow Beaten
28. Baga's Rival
29. Horville's Hut of Horrors
30. The Tragic Flute
31. Just My Luck
32. Bringing Up Norky
33. Battle for the Sunstar
34. Party Ewok
35. Malani the Warrior

## Historietas
En 1985, Star Comics, una editorial de Marvel Comics publicó un comic book bimensual basado en la serie animada. Fue publicado durante dos años y finalizó con la edición número 14. Al igual que la serie, el cómic book estuvo dirigido a un público más joven. Fue producido junto a Droids, un cómic book basado en la serie animada Droids.

## Lanzamiento en DVD
Una compilación editada en DVD con el título Star Wars Animated Adventures: Ewoks fue lanzada el 23 de noviembre del 2004. El DVD contenía 8 capítulos de la serie editados como dos largometrajes. Los episodios 1, 2, 3 y 9 fueron editados juntos para crear The Haunted Village y los episodios 4, 5, 10 y 13 fueron reunidos juntos para hacer Tales from the Endor Woods.

## Transmisión
- Latinoamérica: se emitió en Fox en 1993 luego Fox Kids en 1996.
- México: Se emitió por canal 5 de Televisa a partir del 1987.
- Costa Rica: se emitió por Canal 6 y Repretel de Telecorporación Costa Rica en los años 1990.
- Chile: se emitió por TVN hasta 1987-1996.
- Panamá: se emitió por RPC A mediadosde lo se podían encontrar capítulos.